# Тумлін-Венгле
Тумлін-Венгле (пол. Tumlin-Węgle) — село в Польщі, у гміні Загнанськ Келецького повіту Свентокшиського воєводства.
Населення — 1435 осіб (2011).
У 1975-1998 роках село належало до Келецького воєводства.

## Демографія
Демографічна структура на день 31 березня 2011 року:
|          | Загалом | Допрацездатний вік | Працездатний вік | Постпрацездатний вік |
| -------- | ------- | ------------------ | ---------------- | -------------------- |
| Чоловіки | 693     | 136                | 483              | 74                   |
| Жінки    | 742     | 121                | 469              | 152                  |
| Разом    | 1435    | 257                | 952              | 226                  |